# Ardipithecus ramidus
Ardipithecus ramidus (anomenat primer pel seu descobridor Australopithecus ramidus) és una de les dues espècies fins ara identificades del gènere Ardipithecus.
Les seves restes fòssils, trobades al jaciment d'Aramis a la vall del riu Awash al país dels Afar a Etiòpia, han estat datades en 4,4 milions d'anys i trobades als anys noranta i van ser estudiades per Tim White, un dels paleontòlegs més prestigiosos del món, que va publicar les seves conclusions abans del 2001. Per ara no és clar en quina branca de l'arbre de l'evolució dels primats es troba Ardipithecus, si en la dels humans o en una altra.
Les restes inclouen part d'una mandíbula, fragments de crani i diversos ossos dels braços. L'esmalt dels queixals és molt prim, cosa que sembla indicar que els seus aliments eren similars als dels ximpanzés actuals (fruites, fulles, vegetals tous i brots tendres) i que vivien en una selva humida.
No s'han trobat ni la pelvis ni ossos d'extremitats inferiors que puguin demostrar que eren bípedes, però no es descarta que ho fossin.
Encara que es cregui que l'homínid més antic és Ardipithecus ramidus, no és el confirmat sinó que aquest ho és un australopitec de fa quatre milions d'anys que pertany a l'espècie Australopithecus anamensis i que ja ha fet una adquisició decisiva per al destí de la humanitat: camina amb dues cames d'una manera molt semblant a nosaltres.